# 中共十八大后的反腐败
中共十八大後的反腐败，又称习近平反腐、“打虎拍蝇猎狐”行动，指2012年11月中共十八大後，以中国共产党中央委员会总书记习近平为首的第五代中央领导集体力圖惩治政治腐敗，以中共中央纪委连续对多名高层级的违纪违法党政机关领导干部及解放军将领、国有企事业单位负责人进行审查调查为开端，全国上下各级中共纪检和政府监察部门查处各层级违纪违法的中共党员、领导干部。
2022年10月，中共十八大後被公开查处者人数公布，包含1名正国级、8名副国级、4名中央军委委员级、数十名正部级、数百名副部级干部。第十七届中共中央政治局常委、中央政法委書記周永康被立案审查，打破了外界對反腐败工作所常有的所谓“刑不上常委”（即不对担任或曾任中共中央政治局常委的正国级领导人进行牵涉腐败案件的调查或审判）的看法。中共十八大後，先后有徐才厚、周永康、郭伯雄、孙政才共四名中共中央政治局成员落马。另外官員是否依規做事也深入基層，由上開始檢視資產運用，一直到包含非國家幹部等等最基層的官員都可以被舉報到國家按司法追究。不過据报道，对副部级及以上官员的任何惩处都需经习近平本人親自處理跟确认批核。十餘年反腐敗運動至今，幹部涉贪污腐败被起訴人數持续增长，在2024年共有2.2萬餘人因涉及貪污、賄賂犯罪被檢察機關起訴，按年增長36.8%。
受反腐行动的影响，中华人民共和国政府的廉洁指数得分持续上升，由2014年的36分增加到2021年的45分，在180个政治实体的排名中也由2018年的87名上升至2022年的65名。同时，外界也有“清洗政治对手”、“选择性反腐”等幾種說法，前者主要批評近些年不同派系陸續失勢與權力過度集中的現象，後者特別是在考量習周圍的人本身之後受到多大程度的影響，忠臣是否輿論風頭過了就從輕發落等。反腐進步逐漸縮小，致使真實目的屢屢被外界追問，其組織內部紀委調查的模式、家人未被通知等程序隱患，各案開庭明細與虎頭蛇尾的問題也受到質疑。有观点认为，習近平主導的反腐敗運動為其取得第三個甚至更長任期奠定基礎，也將中國改革開放以來推行的集體領導制度回歸毛澤東時期的強人統治。

## 竞选监督

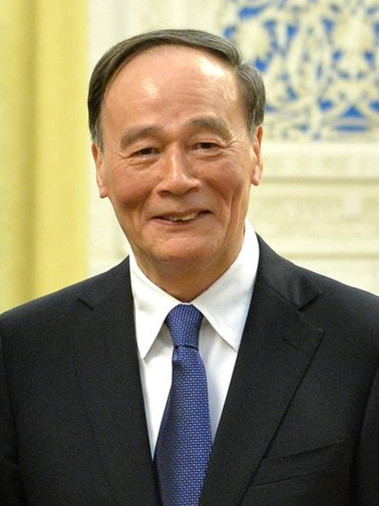
王岐山，第十八届中央纪律检查委员会主任，中央反腐败机构

直接负责监督该运动的机构是中纪委，在运动开展时，中纪委书记是王岐山，他以在金融领域的工作闻名，也是中共中央政治局七名常委之一。王负责该运动的日常执行。中纪委的正式职责是执行党的纪律，打击不法行为，并惩治违法犯罪的党员。中纪委是党的内部机构，因此没有司法权。一般来说，中纪委负责调查官员，并在必要时将收集到的证据转交司法机关，如最高人民检察院（负责侦查和起诉），由司法机关对被告人提起刑事诉讼并将案件移送审判。
虽然中纪委正式向党的代表大会（名义上是每五年召开一次的党的最高代表机构）报告工作，并且从宪法角度来看旨在成为一个“独立”机构，但实际上，由于习近平担任总书记（事实上的 领导人），因此对该机构的最终监督权属于习近平。习近平还通过担任中央军委主席（即总司令）来指挥军队的反腐败工作。媒体对这场运动的大多数报道都强调了习近平直接参与管理运动，这已经成为他任期内的一个重要标志。但是，对前政治局委员等高级官员采取的正式纪律处分必须经过现任政治局批准。
反腐败权力集中到中共中央政治局常委会，削弱了地方纪律检查委员会的原有职能。各省和国有企业的反腐败工作由“中央巡视组”协调，并向中央巡视工作领导小组汇报。中央巡视组与中纪委一样，也是由王岐山领导。巡视组通常会在负责监管的机构“驻守”数月，负责对官员行为和组织运作进行全面审计。巡视组将审计结果提交中纪委，以启动双规（即对个别党员进行调查的做法）等正式调查程序。 
2 月 25 日公布的宪法修正案设想成立一个新的反腐败国家机构，该机构将合并中央纪律检查委员会和各反腐败政府部门。由此组建的国家监察委员会将成为该国最高监察机构，并将是一个内阁级组织，级别高于法院和检察官办公室。

## 中共十八大后的党风廉政建设
| 时间    | 成果 | 主要目的 |
| 2012年  | 2012年 | 2012年 |
| ------- | --- | --- |
| 11月    | 十八届中央纪委一次全会 | 选举中央纪律检查委员会书记、副书记和常务委员会委员                                                                          |
| 12月    | 中央八项规定 | 改进工作作风、密切联系群众                                                                                                  |
| 2013年  | | |
| 1月     | 十八届中央纪委二次全会 | 分析反腐倡廉形势，研究部署下一步反腐工作 习近平在本次全会上首次提出“‘老虎’‘苍蝇’一起打”                                     |
| 4至5月  | 中央纪委监察部结构调整 | 開展纪检体制改革 |
| 4月     | 主流网站开通网络监督专区 | 发动群众参与监督举报 |
| 5月     | 中央第一轮巡视 | 中共十八大以来第一轮中央巡视                                                                                                |
| 6月     | 党的群众路线教育实践活动 | 联系群众，纠正“四风”问题 |
| 9月     | 中央纪委监察部网站 （页面存档备份，存于）上线                                                                                | 对外发布信息 |
| 9月     | 《关于落实中央八项规定精神坚决刹住中秋国庆期间公款送礼等不正之风的通知》                                                     | 在重大节日节点整治“四风”问题                                                                                                |
| 10月    | 中央第二轮巡视 | |
| 12月    | 《关于在党的群众路线教育实践活动中严肃整治“会所中的歪风”的通知》                                                             | 整治会所中的“四风”问题 |
| 12月    | 《建立健全惩治和预防腐败体系2013–2017年工作规划》                                                                            | 規劃之後五年的反腐工作 |
| 12月    | 《关于进一步做好领导干部报告个人有关事项工作的通知》                                                                         | 加强对领导干部个人事项的监管，防止“带病提拔”                                                                                |
| 2014年  | | |
| 1月     | 《关于严禁超职数配备干部的通知》                                                                                             | 整治超职数配备干部的问题 |
| 1月     | 十八届中央纪委三次全会 | 习近平在会上称要“防止党在长期执政条件下腐化变质” 要求要落实党委的主体责任和纪委的监督责任，强化责任追究                     |
| 2月     | 《配偶已移居国（境）外的国家工作人员任职岗位管理办法》                                                                       | 集中清理“裸官” |
| 3月     | 中央第三轮巡视、2014年第一轮巡视                                                                                             | 巡视工作改革 |
| 3月     | 中央纪委监察部继续结构调整                                                                                                   | 将中纪委的工作职能集中在监督执纪上面                                                                                        |
| 4至5月  | 中央纪委书记王岐山多次召开专题座谈会                                                                                         | 强调落实主体责任和监督责任                                                                                                  |
| 7月     | 中央第四轮巡视 | |
| 10月    | 十八届中央纪委四次全会 | 王岐山在会上强调“党内决不允许搞团团伙伙、拉帮结派” 首提“塌方式腐败”等概念                                                   |
| 11月    | 《北京反腐败宣言》 | 加强反腐败国际合作 |
| 11月    | 中央第五轮巡视 | |
| 2015年  | | |
| 1月     | 第十八届中央纪委五次全会 | 强调严明政治纪律和政治规矩 保持高压态势不放松，坚决遏制腐败蔓延势头 深化党的纪律检查体制改革，强化党内监督                  |
| 2月     | 中央第六轮巡视、2015年第一轮巡视                                                                                             | 巡视工作形式创新 |
| 3月     | 發佈省級行政區紀委、中央企業紀委及中紀委紀檢組領導人員提名考察办法                                                           | 加强上级纪委对下级纪委的管理，提高监督独立性                                                                                |
| 3月     | 中央纪委向中辦、国办、中组部、中宣部、统战部、全国人大和全国政协机关派驻纪检组                                               | 逐步实现纪检组全覆盖 |
| 4月     | 開展「天網」行動，發佈全球追逃「紅色通緝令」                                                                                 | 打擊潛逃國外的腐敗人員，即“百名红通人员”                                                                                    |
| 6月     | 中央第七轮巡视 | |
| 8至10月 | 《中国共产党巡视工作条例》《中国共产党廉洁自律准则》《中国共产党纪律处分条例》                                               | 將反腐败工作成果制度化 |
| 10月    | 中央第八轮巡视 | |
| 11月    | 《关于全面落实中央纪委向中央一级党和国家机关派驻纪检机构的方案》                                                             | 党内监督全面覆盖 |
| 2016年  | | |
| 1月     | 第十八届中央纪委六次全会 | 强调坚持全面从严、依规治党 创新体制机制，健全法规制度，强化党内监督                                                         |
| 2月     | 中央第九轮巡视、2016年第一轮巡视                                                                                             | 此前八轮巡视实现了对各省区市 中管国有重要骨干企业和中央金融机构的全覆盖 首次开始“回头看”                                    |
| 6月     | 中共中央政治局审议通过《中国共产党问责条例》                                                                                 | 以问责倒逼责任落实，推动管党治党走向严紧硬                                                                                  |
| 6月     | 中央第十轮巡视 | |
| 6月     | 召开推进省区市党委巡视全覆盖工作座谈会                                                                                       | |
| 6月     | 省区市和部分中央单位巡视办负责同志座谈会召开                                                                                 | |
| 8月     | 中共中央办公厅印发《关于防止干部“带病提拔”的意见》                                                                           | 完善干部选拔任用工作机制，把好选人用人关                                                                                    |
| 8月     | 中共中央召开党外人士座谈会征求对修订《中国共产党党内监督条例（试行）》的意见                                                 | 推动各民主党派对中共各级党员领导干部遵守贯彻准则情况实施民主监督                                                            |
| 9月     | 中央纪委召开实践监督执纪“四种形态”调研座谈会                                                                                 | 落实好党委主体责任和纪委监督责任，提高纪检部门践行“四种形态”的能力                                                          |
| 11月    | 中央第十一轮巡视 | |
| 11月    | 中共中央政治局审议规范党和国家领导人有关待遇等文件                                                                           | 要求党的高级领导干部以身作则、率先垂范 对于办公用房、住房、用车、交通、工作人员配备、休假休息等待遇进一步作出规定           |
| 12月    | 全国人大常委会决定在北京市、山西省、浙江省开展国家监察体制改革试点工作                                                       | 建立集中统一、权威高效的监察体系                                                                                            |
| 12月    | 全国党内法规工作会议召开 | 传达习近平关于加强党内法规制度建设的指示 强调补齐法规制度短板、提高党内法规制度质量、抓好党内法规制度落实                   |
| 2017年  | | |
| 1月     | 十八届中央纪委七次全会 | 以强有力问责督促各级党组织履行全面从严治党政治责任 中央纪委牵头推进监察体制改革、推动制定国家监察法，筹备组建国家监察委员会 |
| 3月     | 中央第十二轮巡视、2017年第一轮巡视                                                                                           | 对全国29所中管高校党委开展了专项巡视                                                                                        |
| 4月     | 中共中央办公厅、国务院办公厅印发 《领导干部报告个人有关事项规定》和《领导干部个人有关事项报告查核结果处理办法》              | 严明党的政治纪律和组织纪律，从严管理监督干部                                                                                |
| 2018年  | | |
| 1月     | 中共中央、国务院发出《关于开展扫黑除恶专项斗争的通知》                                                                       | 开展一场为期三年的打击黑恶势力和保护伞的专项行动。                                                                          |
| 3月     | 监察法正式通过，国家监察委员会成立                                                                                           | 依据宪法及相关的法律负责监督、调查、处置公职人员依法履职、秉公用权、廉洁从政从业以及道德操守问题                            |
| 2021年  | | |
| 2月     | 全国政法队伍教育整顿动员部署会议                                                                                             | 整顿教育中国政法系统。 |
| 3月     | 全国扫黑除恶专项斗争总结表彰大会召开                                                                                         | 公布了三年扫黑除恶的成果，同时宣布常态化开展扫黑除恶斗争                                                                    |
| 6月     | 中共中央印发《中共中央关于加强对「一把手」和领导班子监督的意见》                                                             | 加强对各级各领域“一把手”和领导班子监督。                                                                                    |
| 9月     | 中央纪委国家监委、中组部、中央统战部、中央政法委、最高人民法院、最高人民检察院联合印发《关于进一步推进受贿行贿一起查的意见》 | 进一步推进十九大战略部署，加强对行贿犯罪的查处力度                                                                          |
| 2022年  | | |
| 6月     | 中共中央办公厅印发了《领导干部配偶、子女及其配偶经商办企业管理规定》                                                         | 加强对官员配偶、子女及其配偶商业行为的管理                                                                                  |

## 評價

### 官方评价
- 2012年11月15日习近平当选中共中央总书记、中共中央军委主席后发表讲话，以“打铁还需自身硬”来表露反腐决心。17日在中共第十八届中央政治局第一次集体学习时，又以“物必先腐，而后虫生”之说警示官员，并强调“腐败问题越演越烈，最终必然会亡党亡国”。
- 2012年11月30日，中共中央政治局常委、中央纪委书记王岐山在北京主持专家座谈会，强调“信任不能代替监督。各级纪检监察机关必须加强自身建设，努力建设一支忠诚可靠、服务人民、刚正不阿、秉公执纪的纪检监察干部队伍。”[25]
- 2018年12月13日召开的中央政治局会议听取了中央纪委工作汇报，会议指出：“党的十九大以来，以习近平同志为核心的党中央一以贯之、坚定不移推进全面从严治党，党内政治生态展现新气象，反腐败斗争取得压倒性胜利，全面从严治党取得重大成果。”[26]
- 2021年6月28日，庆祝中国共产党成立100周年活动新闻中心举办第二场新闻发布会，中央纪委副书记、国家监委副主任肖培在回答记者提问时说，反腐斗争“取得压倒性胜利并全面巩固”体现在：已经构筑起了党统一领导反腐败斗争的体制机制，确立了反腐败工作的原则，形成了反腐败工作的重要方针，构筑了反腐败的法治体系。中共十八大以来，各级纪检监察机关立案审查案件380.5万件，查处408.9万人，给予党纪政务处分374.2万人。十九大以来有4.2万名干部主动投案。2014年开展“天网”行动以来，从120个国家和地区追回外逃人员9165人，其中党员和国家工作人员2408人，追回赃款217.39亿元，“百名红通人员”已有60名归案。2012年12月至2021年5月，各级纪检监察机关共立案审查调查省部级以上领导干部392人、厅局级干部2.2万人、县处级干部17万余人、乡科级干部61.6万人；查处落实中央八项规定精神不力问题、“四风”问题62.65万起[27]。

### 各方评价

#### 正面
- 北京航空航天大学公共管理学院廉政研究所副所长杜治洲：网络反腐提高了腐败被发现的概率，这是网络反腐目前发挥的最主要功能。“动用法律惩治不实的网络爆料还是要慎重”，建议完善网络反腐基本建设平台[28]。
- 新华网刊出《网络反腐也需要制度做“靠山”》一文，指出网络反腐制度有待完善，如果只靠热情的网民、知道内幕的网民激情反腐，而没有制度来保障，即使喊破了嗓子，依然效果不佳[29]。
- 新加坡《联合早报》：虽然微博爆料的内容有时难免带有偏激甚至戏剧性的夸张成分，但多名观察人士受访时指出，中国社会的互联网舆论环境已发生不可逆转的变化，微博和网络平台已成为中国公众监督政府职能的政治参与工具，相信可为中国反腐倡廉带来正能量。
- 新华社称：党的十八大以来，以习近平同志为核心的党中央，以强烈的历史责任感、深沉的使命忧患感、顽强的意志品质，铁腕惩治腐败，强化监督执纪问责，夯实制度体系，着力构建不敢腐、不能腐、不想腐的机制体制，推动形成了反腐败斗争压倒性态势，凝聚了党心，赢得了民心[30]。
- 在中国内地民间的舆论场上（例如各大新闻客户端关于反腐新闻的评论区，以及百度贴吧、天涯社区等论坛），绝大多数民众对于中共十八大以来的反腐成绩给予肯定态度，认为只有大力反腐才能“保证党的纯洁性和先进性，促进政治生态健康发展。”[31]但亦有民众诉求希望中纪委不仅仅关注省部级以上官员贪腐问题，更应该关注基层“苍蝇”的小官腐败和不作为，因为相关基层官员关乎老百姓的直接利益。民众认为，由于中国地方政权存在严重的腐败和权力滥用现象（例如强拆、城管和乱收费等），在大多数情况下地方腐败的政府和基层官员对于老百姓利益的损害远远要大于中央政府（例如原河北省秦皇岛市北戴河区供水公司总经理马超群，仅仅为一县处级官员，但贪腐金额却高达上亿元，甚至高于部分落马的省部级官员）[32]。
- 2020年7月8日，美国哈佛大学肯尼迪政府学院阿什民主治理与创新中心发布报告《理解中共韧性：中国民意长期调查》，显示自习近平反腐以来，71.5%的民众对反贪工作感到满意[33]。
- 第十四世达赖喇嘛丹增嘉措认为，习近平是“认真想解决腐败和贫困差距等问题。”[34]

#### 中立
- 紐約大學律法學者孔傑榮指出习近平的反腐运动成效十分显著，但仍存在可疑的进行政治报复的迹象[35]。

#### 負面
- 英國牛津大學教授藍夢琳（Patricia Thornton）與其他研究反腐敗運動的學者得出的結論是，習近平打擊的目標對象只有一半是真正涉及腐敗問題，另一半的人則是出於政治動機才遭到整肅[36]。
- BBC报道习近平在2013年至2016年期间，以反腐败的名义，清洗了军队中大量的高级将领，进行个人集权。2016年，习近平藉推动军队改革，改变了解放军的负责和指挥结构，在对手势力被清除后，军队最高指挥权被习近平个人掌握。莫斯科高等经济学院的中国军事问题专家瓦西里·卡辛说，“习近平把解放军变成了他的政治权力基础。”[37]
- 英國《金融时报》在2016年10月10日报道了最新的研究和统计分析结果，称习近平高调的反腐败行动，似乎并没有达到预期的目标。反腐運動没有改善反而有损中国共产党的形象。对绝大多数公务员层面的黨員干部来说，因贪腐而被严厉处罚的可能性仍然非常小。另外，一项新的研究认为，由于习近平的“反腐”，公众开始把本地出现的贪赃枉法行为归咎到中央政府而非地方当局。[38]
- 新西蘭奧克蘭大學研究員認為，大部分發達國家會採取「高薪養廉」的政策來防止公營部門貪腐，但中國的基層公務員現時的收入尚未達到理想水平，長遠難以根本地解決源頭問題。[39]
- 2016年12月6日，人權觀察組織在香港發表報告，指出中國大規模反腐行動中經常存在刑訊逼供、秘密拘押等侵犯人權的現象。人權觀察中國部主任索非·理查森（英语：Sophie Richardson）在聲明中說「習近平用侵犯人權和非法拘押的制度構建了他的反腐運動。然而，用酷刑逼迫認罪不僅不會終結腐敗，而且會讓人對中國司法體系喪失信心。」[40][41]
- 美国空军大学中国航空航天研究所研究主任李伊（Roderick Lee）表示，牵涉解放军极高层的2023年中国火箭军腐败案显示习近平主导10年的反腐败工作没有取得太大成果[42]。